# (4066) Haapavesi
(4066) Haapavesi ist ein Asteroid des Hauptgürtels, der am 7. September 1940 von dem finnischen Astronomen Heikki A. Alikoski in Turku entdeckt wurde.
Der Asteroid ist nach dem Geburtsort des Vaters von Heikki A. Alikoski benannt: der finnischen Gemeinde Haapavesi.